# オリバー・リーデル
オリバー・リーデル（Oliver Riedel、1971年4月11日 - ）はラムシュタインのメンバー。ベース担当。

## 来歴
シュヴェリーン生まれ。
19歳のときにクラシック・ギターを手にする。
1990年 - 1993年には東ドイツのフォークロックバンド「The Inchtabokatables」に"Orgien-Olli"名義で参加。
ミュージックマン・スティングレイのベースを使用。